# Новий Жабенець
Новий Жабенець (пол. Nowy Żabieniec) — село в Польщі, у гміні Вільґа Ґарволінського повіту Мазовецького воєводства.
Населення — 322 особи (2011).
У 1975-1998 роках село належало до Седлецького воєводства.

## Демографія
Демографічна структура станом на 31 березня 2011 року:
|          | Загалом | Допрацездатний вік | Працездатний вік | Постпрацездатний вік |
| -------- | ------- | ------------------ | ---------------- | -------------------- |
| Чоловіки | 163     | 25                 | 124              | 14                   |
| Жінки    | 159     | 27                 | 99               | 33                   |
| Разом    | 322     | 52                 | 223              | 47                   |